# Beech Bottom
Beech Bottom – wieś w Stanach Zjednoczonych, w stanie Wirginia Zachodnia, w hrabstwie Brooke.